# Leucopogon obtusatus
Leucopogon obtusatus är en ljungväxtart som beskrevs av Otto Wilhelm Sonder. Leucopogon obtusatus ingår i släktet Leucopogon och familjen ljungväxter. Inga underarter finns listade i Catalogue of Life.